# مستدرك (حديث)
المستدرك في الحديث في الإسلام هو كتاب يكتب بشروط مؤلف كتاب حديث سابق. حيث اعتنى المسلمون بجمع الأحاديث التي وردت عن الرسول محمد فألّفو بذلك الكتب، وكان لكل مؤلف من علماء الحديث شروطه على رواة ذلك الحديث، فلما كان من بعدهم اقتدوا بشروطهم، وزادوا على أحاديث الأئمة السابقين كلٌ حسب شروطه، فألفوا بذلك كتبًا سُميت بالمستدركات تُكمل ما كتبه المؤلف الأول.

## تعريف
الاستدراك لغةً من الإدراك، وهو اللحوق. يقال: مشيت حتى أدركته، وعشت حتى أدركت زمانه. وأدركته ببصرى، أي رأيته. وأدرك الغلام وأدرك الثمر، أي بلغ. واستدركت واداركت بمعنىً واحد.
الاستدراك في اصطلاح أهل الحديث: هو جمع الأحاديث التي تكون على شرط أحد المصنفين ولم يخرجها في كتابه.

## الدافع وراء كتابة المستدركات
من المعلوم أن البخاري ومسلم لم يستوعبا الصحيح في كتابيهما، فهناك أحاديث هي على شرطهما أو على شرط أحدهما لم يخرجاها في كتابيهما، وقد عنى العلماء بالاستدراك عليهما، وألفوا في ذلك المصنفات، وأطلقوا عليها اسم المستدركات.

## أهمية كتب المستدركات
للمستدركات أهمية كبيرة في علم الحديث، لعل أهم فوائدها:
1. جمع الأحاديث التي عجز مؤلف الكتاب الأصلي عن جمعها ضمن الشروط التي وضعها. فلا يضيع بذلك حديث.
2. ترجيح المتشابه من الأحاديث وتفسير المبهم منها بإضافة أحاديث جديدة لم تكن في الكتاب الأصلي.
3. اتصال السند والعناية به، وتصنيف الأحاديث.
4. زيادة مخزون الأمة من أحاديث النبي.

## أشهر المستدركات
ومن أهم هذه المستدركات وأشهرها:
1. المستدرك على الصحيحين: لأبي عبد الله محمد بن عبد الله الحاكم النيسابوري المتوفى سنة (405 هـ)، جمع فيه الأحاديث التي اعتقد أنها صحيحة وعلى شرط الشيخين (البخاري ومسلم) أو على شرط أحدهما، ولم يروها الشيخان (البخاري ومسلم) في صحيحيهما، ولكن قاما بالتخريج لرواتها في كتابيهما.
2. تلخيص المستدرك: لمحمد بن أحمد بن عثمان الذهبي، وهو أشهر الكتب التي كتبت على المستدرك على الصحيحين للحاكم النيسابوري، قام فيه الذهبي بتلخيص المستدرك، وتصحيح الصحيح منه تبعًا للأسانيد.
3. الإلزامات والتتبع: ألفه أبو الحسن علي بن عمر بن أحمد الدارقطني البغدادي، المتوفى سنة (385 هـ)، جمع فيه ما وجده على شرط الشيخان من الأحاديث.
4. المستدرك على الصحيحين: للحافظ أبي ذر عبد بن أحمد بن محمد بن عبد الله الأنصاري الهروي نزيل مكة، صاحب التصانيف الكثيرة، المتوفى سنة (434 هـ)، وهو كالمستخرج على كتاب الدارقطني.
5. مستدرك التعليل على إرواء الغليل: يُعنى الكتاب ببيان الأحاديث التي صححت في (الإرواء) وأعلها الأئمة المتقدمون مع شرح تلك العلل.

## منهج كتابة المستدرك
ببساطة ومن التعريف فإن منهج كتابة المستدركات هو منهج مؤلف الكتاب الأصلي. فهو إضافة للكتاب الأصلي على شرط المؤلف.
هذا ما يفترض أن يكون، إلا أنه قد يتساهل مؤلف المستدرك، كما حصل مع الحاكم النيسابوري في كتابه المستدرك على الصحيحين
ولما سبق شروطٌ لتحقيقه:
1. اتصال السند. ليتمكن مؤلف المستدرك من تحقيق شرط مؤلف الكتاب الأصلي على الرواة.
2. أن يكون جميع رواة الحديث في أحاديث السند قد وردوا في الكتاب الأصل.
3. عدم تعمد مؤلف الكتاب الأصلي ترك الرواية لأولئك الرواة عمدًا لسببٍ رآه.
4. إتقان الرجال وعدم العلل كما قال ابن حجر.[5]

## هل وجود المستدركات يُنقص من قيمة الكتاب الأصل؟
بحث في هذا جملةٌ من العلماء وكتبوا عنها بعد أن شاعت هذه الفكرة، ومما ردوا به على مدعيها:
1. الاستدراك هو دليل قوة الكتاب الأصل: فلو لم يكن الكتاب الأصل قد كُتب على منهجٍ قويم، لما قام العلماء من بعد مؤلف الكتاب بحذو حذوه.[6]
2. ذكر البخاري ومسلم مثلًا أن ما كتبوه ليس كل حديثٍ صحيح، وأقروا بوجود أحاديث صحيحة أخرى لم ترد في كتبهم.[7]